# Castello di Gylen
Il castello di Gylen è un castello o piuttosto una casa torre parzialmente in rovina della Scozia.

## Collocazione

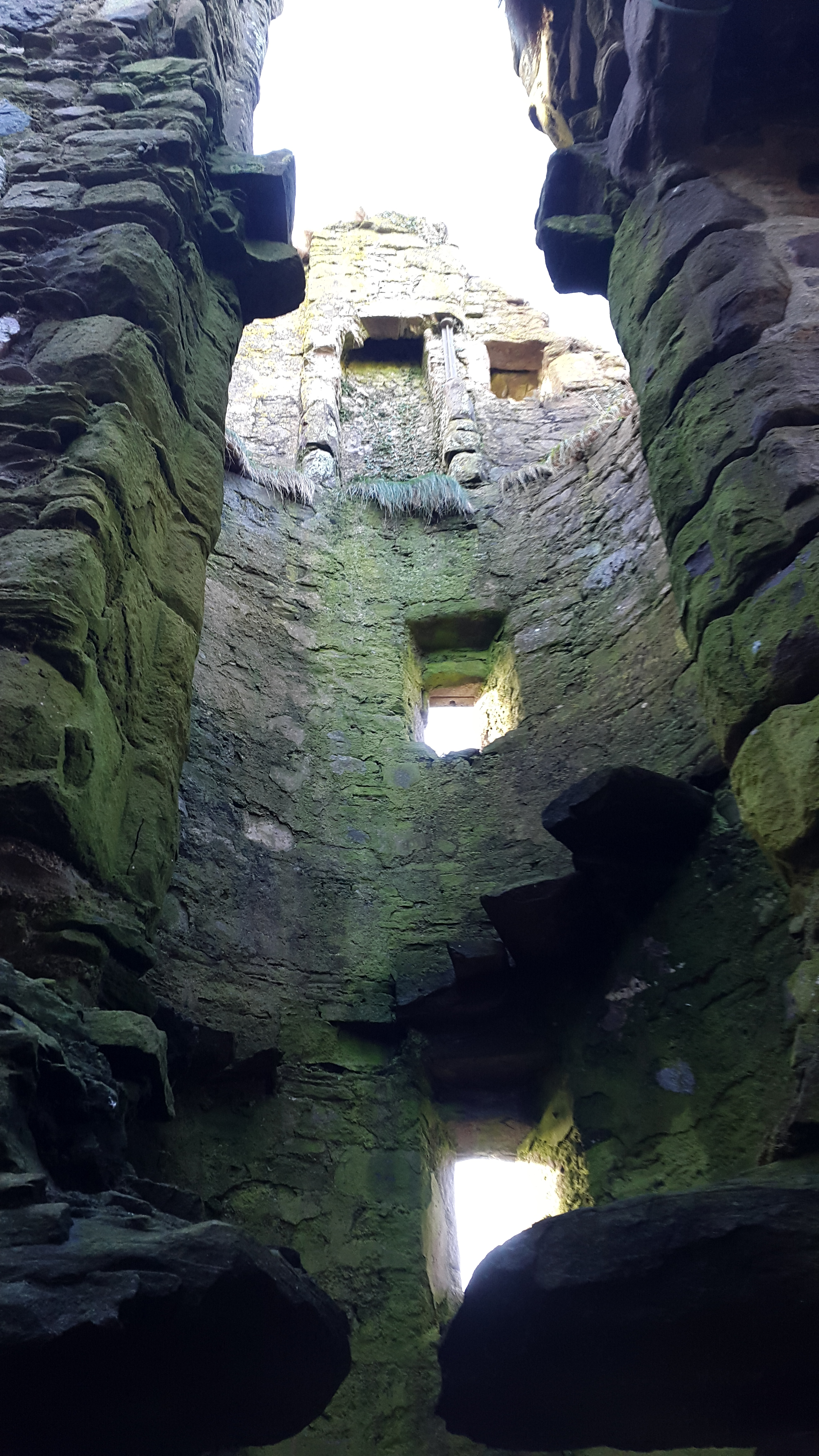
Dettaglio interno

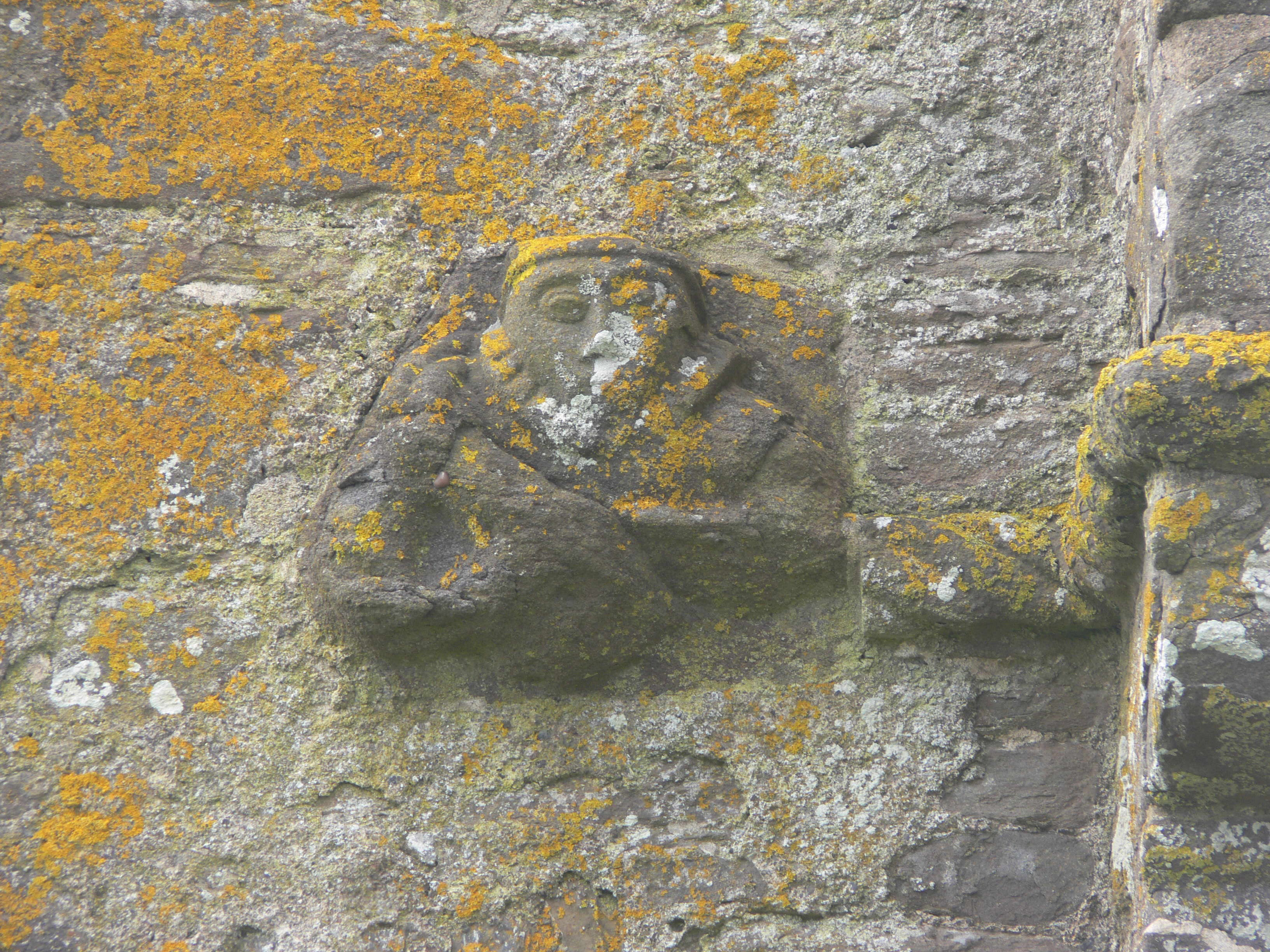
Figura umana sulla muratura interna

L'edificio si trova nella parte meridionale dell'isola di Kerrera (Argyll and Bute), su un promontorio che domina il Firth of Lorne. È accessibile a piedi tramite il sentiero costiero che contorna l'isola.

## Storia

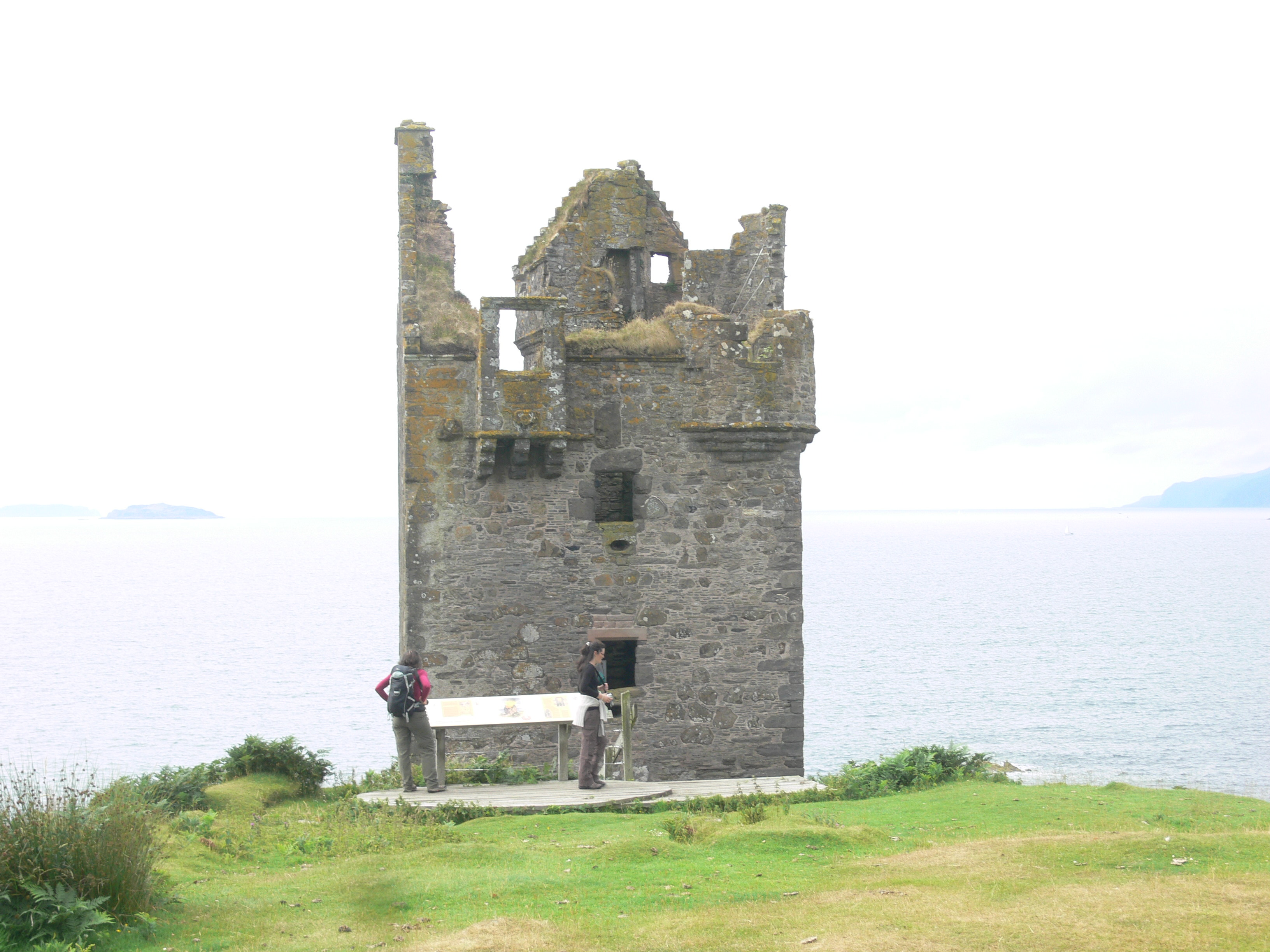
Vista da nord

L'edificio fu costruito presumibilmente nel 1582 dal Clan MacDougall. Gylen fu abitato per un periodo relativamente breve. Il castello venne assesiato nel 1647 e poi dato alle fiamme dai Covenanti che lo assalirono guiuidati da David Leslie nel corso della Guerre dei tre regni. Venne inserito nella lista dei monumenti classificati nel 1931.
Nel maggio 2006 venne completato un parziale restauro del castello attuato grazie ad un contributo di 300.000 £ di Historic Scotland e da una raccolta fatta in tutto il mondo dai membri del Clan MacDougall, che fruttò 200.000 £ .

## Nella letteratura e nei media
Il castello viene citato varie volte nel romanzo Il cerchio celtico dello scrittore svedese Björn Larsson.